# 桑多沃區
58°27′N 36°24′E / 58.450°N 36.400°E
桑多沃區（俄语：Сандовский район），是俄羅斯的一個區，位於該國西部，由特維爾州負責管轄，面積1,608平方公里，2010年該區人口6,811，人口密度每平方公里4.24人。